# Pristimantis pruinatus
Pristimantis pruinatus es una especie de anfibio anuro de la familia Craugastoridae.

## Distribución
Esta especie es endémica del estado de Amazonas en Venezuela. Habita a unos 2 150 m de altitud en Cerro Yaví.

## Descripción
Los machos miden 22.1 mm y las hembras de 26.6 a 26.8 mm.

## Publicación original
- Myers & Donnelly, 1996 : A new herpetofauna from Cerro Yavi, Venezuela: first results of the Robert G. Goelet American Museum-TERRAMAR Expedition to the northwestern Tepuis. American Museum Novitates, n.º 3172, p. 1-56[5]